# Эне-ле-Вьей (коммуна)
Эне́-ле-Вьей (фр. Ainay-le-Vieil) — коммуна во Франции, находится в регионе Центр. Департамент — Шер. Входит в состав кантона Сользе-ле-Потье. Округ коммуны — Сент-Аман-Монтрон.
Код INSEE коммуны — 18002.

## География
Коммуна расположена приблизительно в 280 км к югу от Парижа, в 170 км южнее Орлеана, в 80 км к югу от Буржа.
Вдоль северо-восточной границы коммуны протекает река Шер.

## Население
Население коммуны на 2008 год составляло 212 человек.
| 1962 | 1968 | 1975 | 1982 | 1990 | 1999 | 2008 |
| ---- | ---- | ---- | ---- | ---- | ---- | ---- |
| 308  | 245  | 193  | 182  | 170  | 198  | 212  |

## Администрация
| Период | Период | Фамилия            | Партия       | Примечания |
| ------ | ------ | ------------------ | ------------ | ---------- |
| 2001   | 2008   | Ксавье де Пейронне | беспартийный |            |
| 2008   | 2014   | Мишель Лакомб      | беспартийный |            |

## Экономика
Основу экономики составляет сельское хозяйство.
В 2007 году среди 125 человек в трудоспособном возрасте (15-64 лет) 85 были экономически активными, 40 — неактивными (показатель активности — 68,0 %, в 1999 году было 65,8 %). Из 85 активных работали 74 человека (38 мужчин и 36 женщин), безработных было 11 (6 мужчин и 5 женщин). Среди 40 неактивных 9 человек были учениками или студентами, 17 — пенсионерами, 14 были неактивными по другим причинам.

## Достопримечательности
- Церковь Сен-Мартен (XII век). Исторический памятник с 1912 года[3]
- Замок Эне-ле-Вьей (XIV век) — исторический памятник с 1968 года[4]
- Инженерные сооружения канала Берри[англ.] (XIX век). Исторический памятник с 2009 года[5]

## Фотогалерея

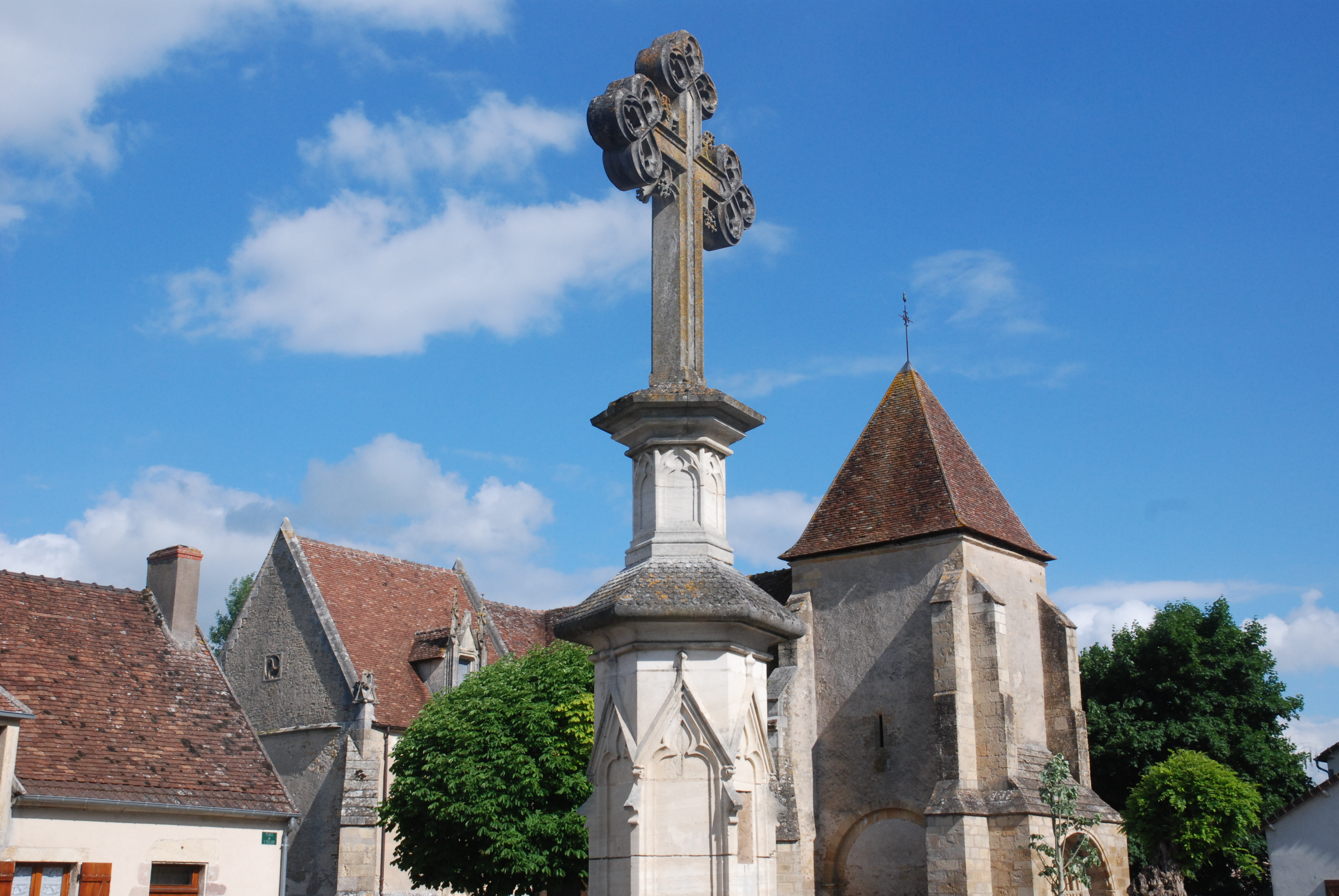
Крест и церковь Сен-Мартен
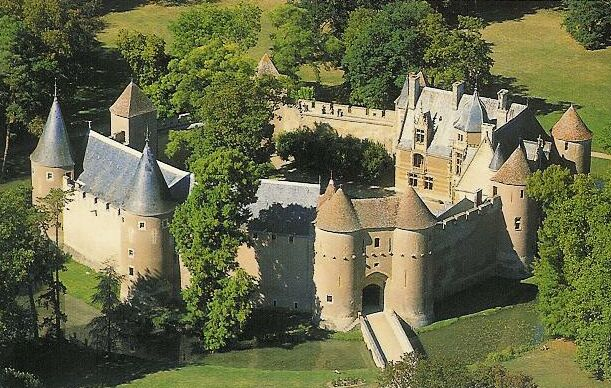
Замок Эне-ле-Вьей
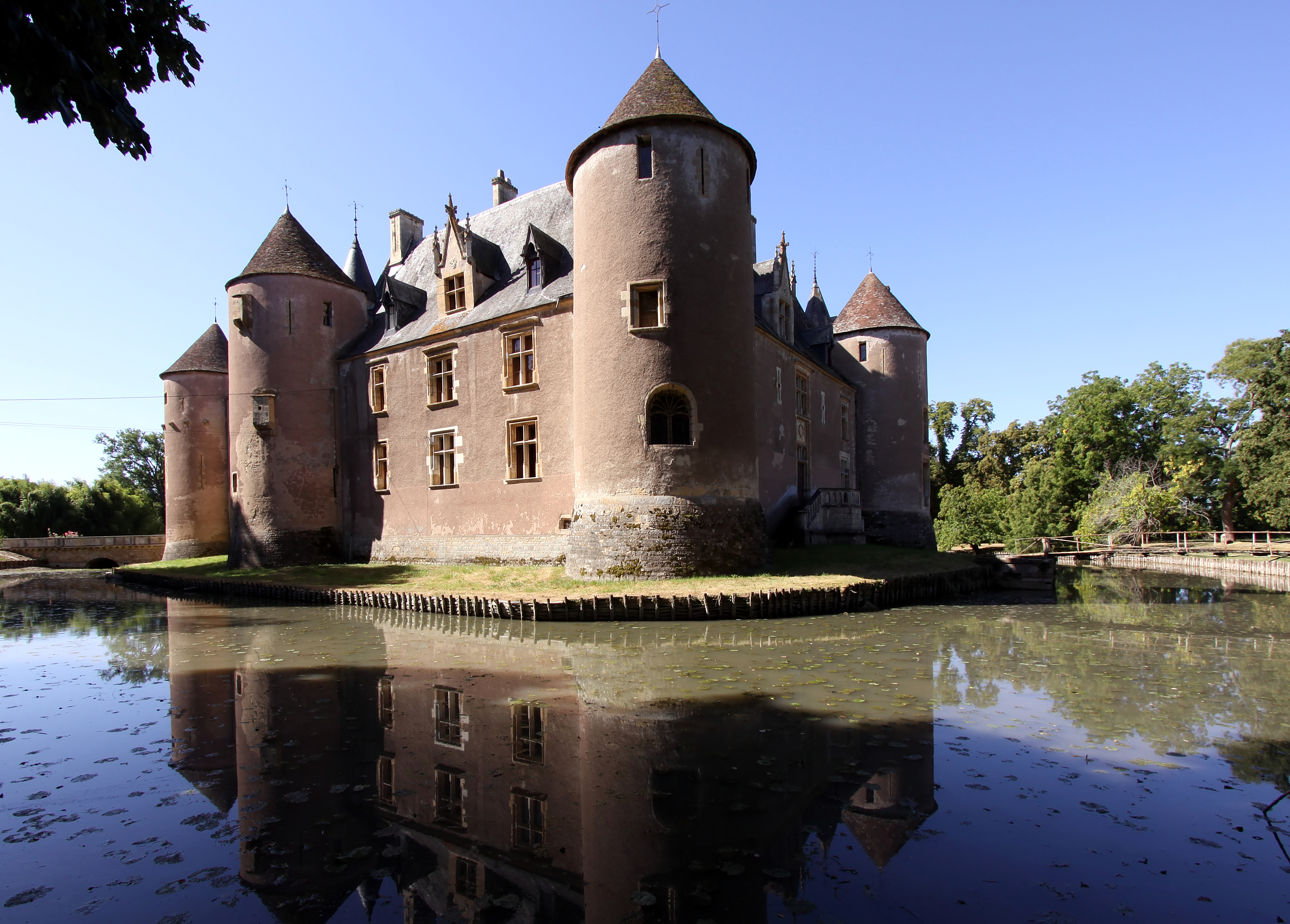
Замок Эне-ле-Вьей
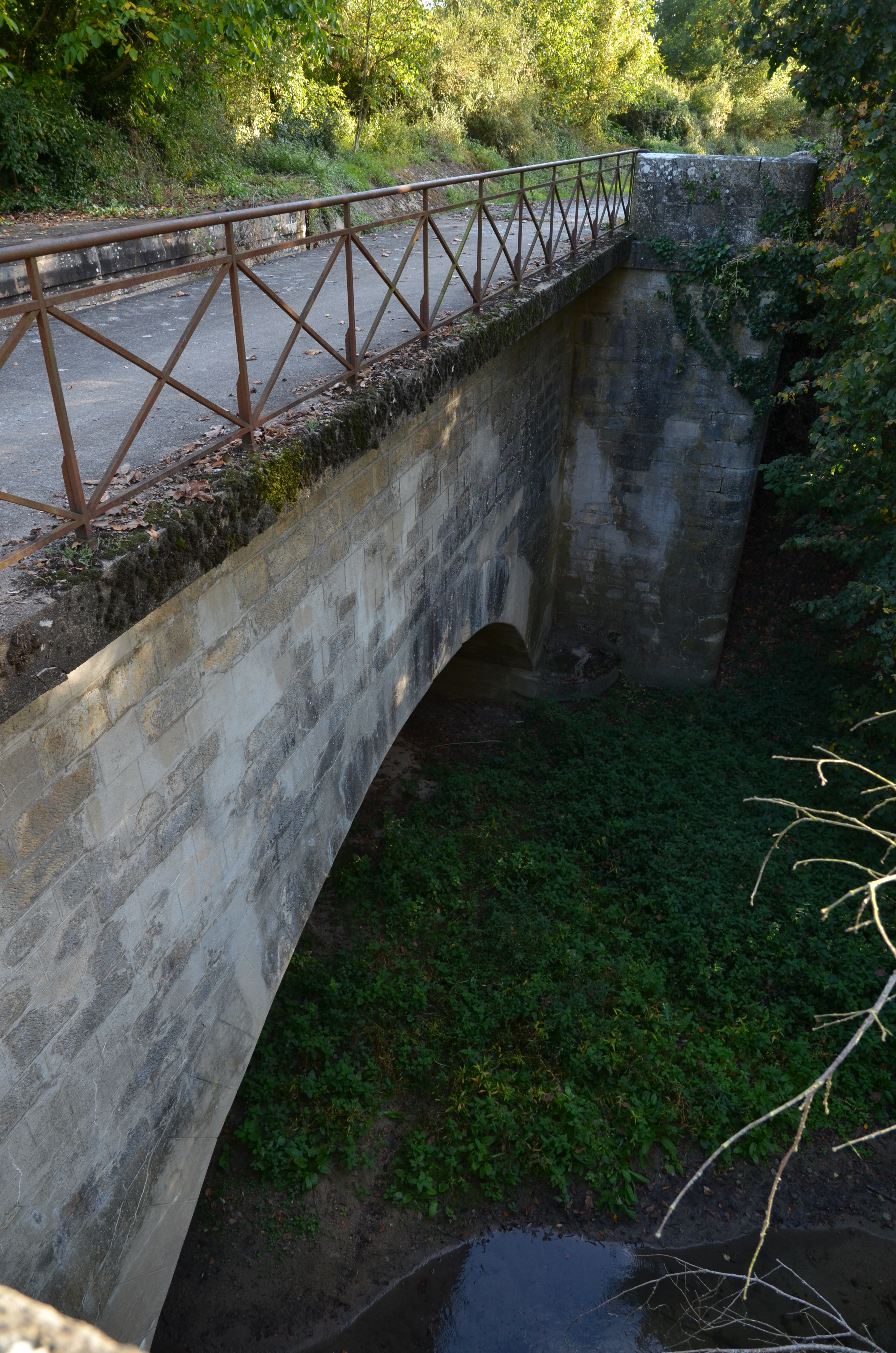
Мост-канал
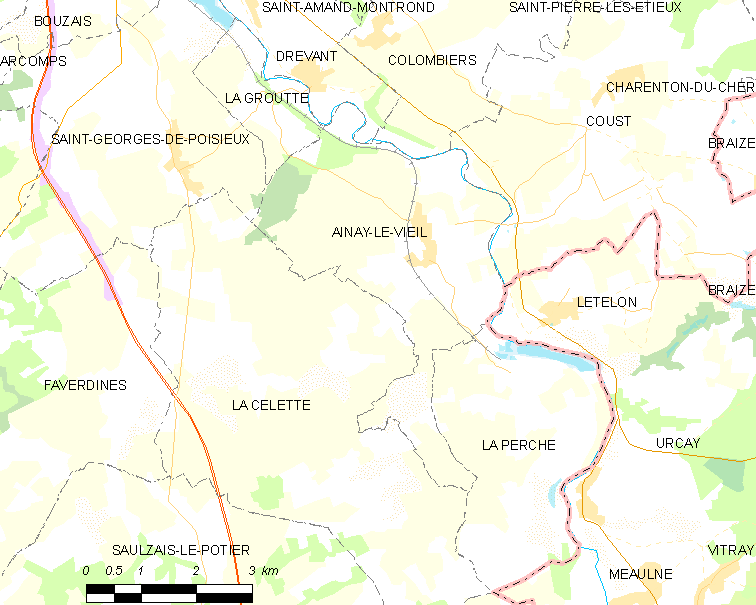
Карта коммуны